# Merochlora
Merochlora is een geslacht van vlinders van de familie spanners (Geometridae), uit de onderfamilie Geometrinae.

## Soorten
- M. faseolaria Guenée, 1858
- M. graefiaria Hulst, 1886